# Trémonzey
Trémonzey és un municipi francès, situat al departament dels Vosges i a la regió del Gran Est. L'any 2007 tenia 235 habitants.

## Demografia

### Població
El 2007 la població de fet de Trémonzey era de 235 persones. Hi havia 100 famílies, de les quals 36 eren unipersonals (8 homes vivint sols i 28 dones vivint soles), 40 parelles sense fills i 24 parelles amb fills.
La població ha evolucionat segons el següent gràfic:
Habitants censats

### Habitatges
El 2007 hi havia 168 habitatges, 106 eren l'habitatge principal de la família, 39 eren segones residències i 23 estaven desocupats. 162 eren cases i 5 eren apartaments. Dels 106 habitatges principals, 90 estaven ocupats pels seus propietaris, 12 estaven llogats i ocupats pels llogaters i 5 estaven cedits a títol gratuït; 1 tenia una cambra, 7 en tenien dues, 15 en tenien tres, 26 en tenien quatre i 58 en tenien cinc o més. 84 habitatges disposaven pel capbaix d'una plaça de pàrquing. A 54 habitatges hi havia un automòbil i a 34 n'hi havia dos o més.

### Piràmide de població
La piràmide de població per edats i sexe el 2009 era:
| Homes | Edats   | Dones |
| ----- | ------- | ----- |
| 0     | 95 o +  | 0     |
| 0     | 90 a 94 | 4     |
| 0     | 85 a 89 | 0     |
| 8     | 80 a 84 | 16    |
| 8     | 75 a 79 | 8     |
| 4     | 70 a 74 | 12    |
| 4     | 65 a 69 | 16    |
| 8     | 60 a 64 | 0     |
| 4     | 55 a 59 | 0     |
| 12    | 50 a 54 | 20    |
| 8     | 45 a 49 | 0     |
| 12    | 40 a 44 | 8     |
| 4     | 35 a 39 | 16    |
| 4     | 30 a 34 | 4     |
| 0     | 25 a 29 | 0     |
| 0     | 20 a 24 | 0     |
| 8     | 15 a 19 | 20    |
| 12    | 10 a 14 | 8     |
| 4     | 5 a 9   | 4     |
| 4     | 0 a 4   | 4     |

## Economia
El 2007 la població en edat de treballar era de 142 persones, 100 eren actives i 42 eren inactives. De les 100 persones actives 84 estaven ocupades (47 homes i 37 dones) i 16 estaven aturades (9 homes i 7 dones). De les 42 persones inactives 16 estaven jubilades, 6 estaven estudiant i 20 estaven classificades com a «altres inactius».

### Ingressos
El 2009 a Trémonzey hi havia 105 unitats fiscals que integraven 227 persones, la mediana anual d'ingressos fiscals per persona era de 14.081 €.

### Activitats econòmiques
Dels 4 establiments que hi havia el 2007, 3 eren d'empreses de construcció i 1 d'una empresa de transport.
Dels 3 establiments de servei als particulars que hi havia el 2009, 1 era un paleta, 1 lampisteria i 1 electricista.
L'any 2000 a Trémonzey hi havia 5 explotacions agrícoles.

## Poblacions més properes
El següent diagrama mostra les poblacions més properes.